# Clube Esportivo e Recreativo Atlântico
O Clube Esportivo e Recreativo Atlântico, de nome fantasia Atlântico Futsal, é um clube poliesportivo brasileiro da cidade de Erechim, Rio Grande do Sul. Fundado em 20 de setembro de 1915, compete no futebol de salão desde 1999.
Com história centenária em diversos esportes, o departamento de futsal é o único em atividade profissional nos dias de hoje. Nos últimos anos, se estabeleceu como uma equipe tradicional e vitoriosa: conquistou 5 títulos estaduais, somando 2 Ligas e 3 Campeonatos Gaúchos, 1 Liga Nacional, 2 Taças Brasil, 1 Copa do Brasil, 1 Copa Libertadores e 1 Copa Intercontinental, além de outros torneios.
Em termos de investimento e sucesso esportivo, está entre os maiores clubes do Rio Grande do Sul, ao lado de Carlos Barbosa. Atualmente, é uma das franquias integrantes da Liga Nacional, principal competição do futsal brasileiro.

## História
A história do Clube Esportivo e Recreativo Atlântico está intrinsecamente ligada à cidade de Erechim, cuja fundação oficial data de 1918, na época em que o município ainda era um distrito de Passo Fundo. Refugiando imigrantes de diversas partes do Rio Grande do Sul, principalmente de descendência alemã, italiana e polonesa, viu cada etnia fundar um clube para representar sua cultura local.

Os alemães criaram o Sociedade Germânia (atual Clube Caixeiral) e os poloneses fundaram a Sociedade Polonesa Nikolaya Kopernica (atual Sociedade Rui Barbosa), enquanto os italianos optaram pela criação de uma instituição focada na assistência aos seus associados. Assim, em 20 de setembro de 1915, nasceu a Societá Italiana de Mutuo Soccorso XX de Setembre (em português, Sociedade Italiana de Mútuo Socorro Vinte de Setembro), funcionando como uma espécie de previdência privada. Em 1929, inaugurou sua primeira sede social e alterou o nome "XX de Setembre" para "Carlo del Prete", homenageando o aviador militar italiano que havia falecido no ano anterior. Carlo se tornou famoso por concluir a primeira travessia do Oceano Atlântico sem abastecimento.

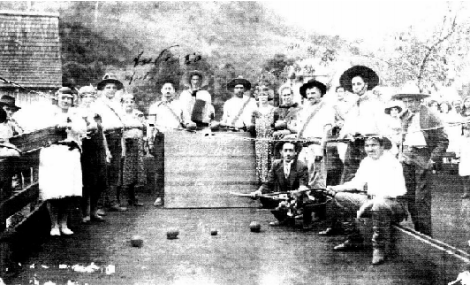
Partida de bocha entre associados do Atlântico, em 1938.

Com o tempo, passou a focar também no lazer e na sociabilidade. Inspirado com a popularidade dos jogos de bocha e bolão no clube alemão da cidade, o Atlântico inaugurou suas primeiras canchas em 1937. Nesse mesmo ano, o departamento de futebol foi estabelecido, à epoca chamado Atlântico Foot-Ball Club. Contudo, em 1940, devido à lei que proibia nomes estrangeiros em clubes por consequência da Segunda Guerra Mundial, a instituição passou utilizar o nome atual: Clube Esportivo e Recreativo Atlântico. Durante o período entre o final da década de 1940 e meados da década de 1970, o departamento de futebol se destacou pelas 21 conquistas do Campeonato Citadino de Erechim, sendo recordista da competição. Também venceu nove vezes a Zonal Norte da Região Serrana e foi vice-campeão da segunda divisão do Campeonato Gaúcho de Futebol em quatro ocasiões. Nos anos em que competiu na divisão principal, a quinta colocação acabou sendo o melhor resultado. Contudo, em 1977, o departamento foi encerrado, levando à implosão do antigo estádio e à construção de um parque esportivo.
Na década de 1980, o Atlântico inaugurou uma piscina semiolímpica e quadras de voleibol em seu ginásio, o Caldeirão do Galo, onde começou a trabalhar com categorias de base de esportes indoor. Em 1999, foi fundado o departamento de futsal, que se tornou o carro-chefe do clube. Entre os demais esportes praticados, estão: ginástica, natação, voleibol, basquetebol e tênis, com foco na iniciação esportiva. Uma exceção é a equipe adulta de natação, que já contou com o nadador erechinense Eduardo Deboni, medalhista de ouro nos Jogos Pan-Americanos de 2007 e reserva da Seleção Brasileira nos Jogos Olímpicos de 2008.
Para celebrar seu centenário, em 2015, o Atlântico realizou uma série de eventos, incluindo a organização da Copa Intercontinental de Futsal, da qual saiu campeão. Sua história foi documentada pelo escritor Fernando Hervé Calliari, no livro "C.E.R. Atlântico: Uma história de conquistas", publicado em 2002. Na obra, Fernando elenca os principais momentos do clube.

### Futebol (1937-1977)
O departamento de futebol do Atlântico teve início no começo da década de 1930, quando trabalhadores de Erechim costumavam se reunir após o expediente para disputar partidas amistosas. A fundação oficial ocorreu em 3 de fevereiro de 1937, motivada pelo encerramento do Sport Club Ítalo-Brasileiro e bons resultados em amistosos contra times amadores de Gaurama e Barão de Cotegipe, além do desejo de rivalizar com o Ypiranga, única agremiação esportiva da cidade. Os membros definiram o nome "Atlântico Foot-Ball Club" em assembleia. Os primeiros jogos, realizados em um torneio no povoado de Floresta, não foram considerados oficiais e incluíram uma derrota por 3 a 0 para o Internacional, time da cidade-sede. Cerca de cinco meses depois, o presidente do clube, José Viero, propôs uma fusão à Societá Carlo del Prete, que foi aprovada sem dificuldades.

Após o Campeonato Citadino de Erechim de 1929, a cidade ficou sem organizar torneios oficiais de futebol por oito anos. Até que, em 1937, o campeonato foi reativado com quatro equipes: Atlântico, Ypiranga, Grêmio Sportivo Germânia e Sport Club 14 de Julho. O primeiro jogo oficial do clube foi realizado em 29 de agosto de 1937, com uma vitória por 3 a 0 sobre o Germânia, no campo do Ypiranga. Com o bicampeonato citadino entre 1937 e 1938, o sucesso elevou o Atlântico a novos patamares, realizando um amistoso inédito contra o Cruzeiro, vice-campeão gaúcho.[carece de fontes?] A partida terminou em 5 a 1 para a equipe de Porto Alegre.

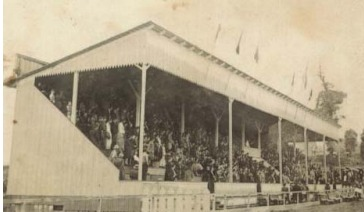
Partida de inauguração do estádio da Baixada Rubra entre Atlântico e em 1941.

Em 1941, foi concluída a construção do primeiro estádio do clube: o Estádio da Baixada Rubra, com capacidade para cerca de 3.000 espectadores sentados. A inauguração do estádio foi em um amistoso contra o Internacional, então campeão gaúcho, em uma goleada por 11 a 2 para os colorados. No ano seguinte, em 1942, a profissionalização do clube foi iniciada, contratando os primeiros jogadores salariados e conquistando o Citadino de Erechim novamente. Em 1943, venceu o Regional e foi convidado a disputar o Campeonato Gaúcho de Futebol Amador, firmando-se no cenário estadual.
Em 1952, a Federação Gaúcha de Futebol qualificou tanto o Atlântico quanto o Ypiranga para a recém-criada Segunda Divisão do Campeonato Gaúcho de Futebol. Na terceira edição, em 1954, o Atlântico foi vice-campeão, perdendo na prorrogação para o Sport Club Guarany por 1 a 0. Apesar da crise interna, viveu sua melhor fase na virada entre os anos 1950 e 1960, com cinco títulos consecutivos da Zonal Norte da Região Serrana (1958 e 1962) e três vice-campeonatos da Segunda Divisão (1958, 1961 e 1962).
Com a mudança no regulamento da Segunda Divisão em 1970, o Atlântico foi promovido à Primeira Divisão estadual em 1971. No entanto, a campanha foi desastrosa, com dezessete derrotas e nenhuma vitória em vinte e três jogos. O desempenho ruim levou o clube a pedir licenciamento da Federação Gaúcha de Futebol em 1972. Após retornar, em 1976, o Atlântico surpreendeu ao terminar na quinta colocação geral. Porém, em 1977, a diretoria decidiu por encerrar o departamento de futebol. Em 25 de maio de 1991, o Estádio da Baixada Rubra foi implodido; um acontecimento que atraiu a atenção da mídia nacional.

### Futsal (1999-presente)
O surgimento do departamento de futsal do Atlântico remete a 1999, ano em que o clube foi convidado a participar da terceira divisão do Campeonato Gaúcho de Futsal, conhecida como Série Bronze. Mesmo com uma campanha modesta, ingressou na Série Ouro logo na temporada seguinte após herdar a vaga da Associação Erechim de Futsal, que desistiu da competição. Em 2001, teve bom desempenho e alcançou a terceira colocação.[carece de fontes?] Com o departamento se profissionalizando gradualmente, não demorou muito até acordos de patrocínio maiores chegarem e o nível de competitividade aumentar.
Na temporada de 2002, o Atlântico ingressou na Liga Nacional de Futsal e passou a ser reconhecido nacionalmente. Já em sua primeira participação, demonstrou força e terminou o torneio na sétima colocação, entre doze equipes. No ano seguinte, venceu a Copa Max Internacional de Futsal e levantou seu primeiro troféu oficial. O primeiro título de expressão chegou a Erechim em 2004, na Copa Sul disputada em Joaçaba, Santa Catarina.
Antes de conquistar o título em 2023, a melhor participação da história do Atlântico na Liga Nacional havia sido em 2005: encerrou a primeira fase no sétimo lugar, passou pela segunda como vice-líder do grupo B e chegou à final contra a lendária equipe da Malwee (atual Jaraguá), de Falcão. A partida de ida, em Erechim, terminou em um empate de 2 a 2. Na volta, o Galo chegou a abrir 2 a 0, mas sofreu o revés na Arena Jaraguá e ficou com o vice-campeonato.
O ano de 2013 guardava nada menos do que quatro títulos para o Atlântico. Ainda na pré-temporada, os erechinenses conquistaram o Torneio Brejeiros da Madrugada, em Rio do Sul, e a nova Liga Sul de Futsal, em Lages. A edição da Taça Brasil daquele ano, sediada na cidade de Erechim, não poderia ser de outro clube. Com apoio maciço da torcida, o Galo se classificou ao mata-mata com a segunda colocação na fase de grupos, eliminou Carlos Barbosa na semifinal e, de virada, se campeão contra o Krona (atual Joinville) por um placar de 2 a 1, com direito a gol do goleiro-linha Héctor.
O título da Taça Brasil rendeu ao Atlântico outros dois troféus. Qualificado para a Superliga de Futsal, foi à Moita Bonita e conquistou o campeonato ao empatar com o Clube Real Moitense por 7 a 7, fazendo valer a melhor campanha na primeira fase. Keké marcou o gol do título de letra, faltando poucos décimos para o zerar do cronômetro. O segundo troféu veio no Campeonato Sul-Americano de Clubes (atual Copa Libertadores) do ano seguinte, realizado justamente em Erechim. Aproveitando o fator casa, encerrou a fase classificatória com 100% de aproveitamento e derrotou a tradicional Intelli na semifinal, por 4 a 3. Na final, superou o favorito Boca Juniors por 3 a 2 e chegou ao topo das Américas pela primeira vez.

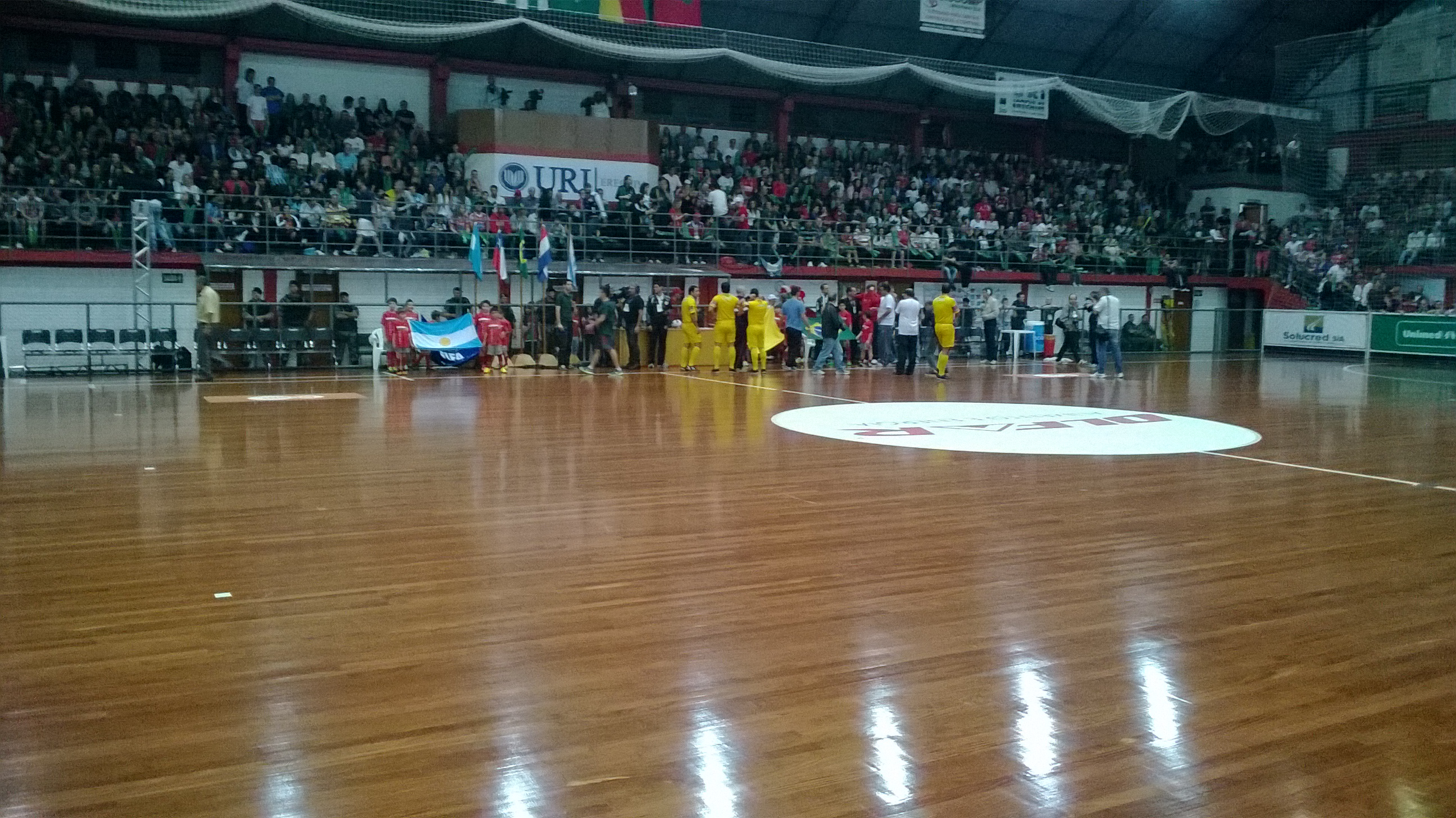
Final da Copa Libertadores de 2014, no Caldeirão do Galo, entre Atlântico e Boca Juniors.

Com o título continental, o Atlântico chegou embalado na temporada de 2015. Além da Libertadores, também levou para casa em 2014 a taça da Copa Cataratas sobre o Jaraguá e o Campeonato Gaúcho, após vencer a Assoeva por 2 a 1. Naquele ano, uma feliz coincidência: novamente um torneio importante seria sediado em Erechim, e o resultado se repetiria. No centenário do clube, a Copa Intercontinental escolheu o município gaúcho como sede. Na fase de classificação, o Atlântico ficou na segunda colocação entre as cinco equipes, chegando a sofrer uma goleada de 4 a 0 em sua estreia para o então bicampeão europeu Kairat Almaty, do Cazaquistão. A decisão foi exatamente entre os dois clubes, já que a final era determinada pelos dois primeiros colocados da fase inicial. Com gol heroico de Everton na prorrogação, restando 18 segundos para o fim da partida, o Atlântico se sagrou campeão mundial em pleno Caldeirão do Galo, com grande festa da torcida.
Nas temporadas seguintes, o clube se manteve competitivo e continuou a disputar finais: em 2016, conquistou o tricampeonato do Campeonato Gaúcho, novamente derrotando a ACBF na decisão. O título foi selado em triunfo por 2 a 1, de virada, após o empate de 3 a 3 na partida de ida. Em 2017, voltou a enfrentar o Joinville na final da Taça Brasil, mas saiu com o vice-campeonato. No mesmo ano, disputou a edição inaugural da Liga Gaúcha de Futsal e, após um placar agregado de 7 a 7 na final contra a Assoeva, deixou o título inédito escapar nas penalidades.
O ano de 2018 foi ainda mais decepcionante: nas quatro competições disputadas, o Galo terminou como vice-campeão. No início do ano, na Supercopa do Brasil de Futsal, se vingou do Joinville nas semifinais e acabou derrotado pelo Sorocaba na prorrogação, por 3 a 0. Na sequência, sediou novamente a Taça Brasil, em homenagem ao centenário da cidade de Erechim. Após terminar a primeira fase como líder de sua chave, o Atlântico sucumbiu para o Pato em outra prorrogação, por 3 a 1. O clube paranaense voltaria a ser algoz na decisão da Liga Nacional. Igualando sua melhor campanha até então, o Galo chegou à final e sofreu uma derrota impressionante na partida de ida, em Pato Branco, por 6 a 0. Porém, a vitória por 4 a 2 em casa, no Caldeirão, levou a final à mais uma dolorosa prorrogação: mesmo tendo a vantagem e saindo na frente do placar, o Atlântico sofreu dois gols em apenas um minuto e terminou a competição com seu segundo vice-campeonato nacional. Por fim, amargou duas derrotas contra Carlos Barbosa na final da Liga Gaúcha e encerrou a temporada com quatro "quases".
De 2019 em diante, o Atlântico retomou o caminho das vitórias: voltando a sediar a Taça Brasil, superou Carlos Barbosa na decisão e conquistou o bicampeonato. Nesse mesmo ano, chegou à terceira final consecutiva da Liga Gaúcha e quebrou a "maldição" ao golear por 4 a 0 em casa o Guarany Cotriel, de Espumoso, finalizando o placar agregado em 7 a 3. Em 2021, o Galo se tornou pentacampeão estadual com o título do Campeonato Gaúcho ao derrotar novamente a rival ACBF, dessa vez nas penalidades, após dois empates em Carlos Barbosa e Erechim. O ano de 2022, em contramão do que seria 2023, registrou mais uma derrota do Atlântico em finais de Liga Nacional, em um placar agregado de 11 a 3 contra o time do Corinthians.
Depois de três vice-campeonatos frustrantes, o Atlântico finalmente conquistou a Liga Nacional na temporada de 2023. A primeira fase foi perfeita, com a primeira colocação e mais de 100 gols marcados nos 23 jogos disputados. No mata-mata, o Galo atropelou: 10 a 3 no agregado contra Umuarama nas oitavas, 12 a 3 contra Tubarão nas quartas e um impressionante 16 a 8 nas semifinais, contra o Cascavel. Na decisão, o adversário foi um antigo conhecido: o Joinville. O título veio de forma emocionante na final única disputada em Toledo, no Paraná. Roni abriu o placar para os catarinenses e o jogo parecia se encaminhar para o bicampeonato, até que, faltando menos de 30 segundos no cronômetro, William Bolt e Neguinho marcaram dois gols em dois lances e fizeram a torcida erechinense presente no ginásio explodir: final de jogo, e o troféu que faltava finalmente chegaria a Erechim.
A temporada de 2024 também foi marcada por títulos. Logo no início do ano, o Atlântico venceu todos os três jogos do triangular e conquistou a Copa dos Campeões, garantindo vaga para a próxima Liga Sul. Na 7ª edição da Copa do Brasil de Futsal, o Galo enfrentou na decisão o Fortaleza, que viria a ser campeão brasileiro, e anotou duas vitórias: 4 a 3 na ida, em Erechim, e 3 a 2 na volta, na capital cearense. Sob comando de Paulinho Sananduva, o Atlântico conquistava seu quarto título nacional.

### Outras modalidades
Conforme mencionado, a bocha e o bolão foram as duas primeiras modalidades do clube. O Atlântico se destacou profissionalmente na bocha, sendo tricampeão municipal entre os anos de 1987 e 1989; neste último, também conquistando o Campeonato Gaúcho de Bocha. Um dos momentos de maior popularidade do esporte entre os associados foi no ano de 1995, com a contratação de André Backes, na época considerado o melhor jogador da América do Sul. Como resultado, veio o bicampeonato estadual em 1996. Nesse mesmo ano, organizou em suas dependências o Mundialito de Bocha, em parceria com a Federação Riograndense de Bocha e a Confederação Brasileira de Bocha e Bolão, contando com a participação de atletas de diferentes países: argentinos, paraguaios, italianos, suíços, entre outros. Em 1997, o Atlântico conquistou a Taça Brasil de Bocha, torneio realizado em Chapecó, e dois anos depois se sagrou campeão do Sul-Americano de Clubes Campeões.

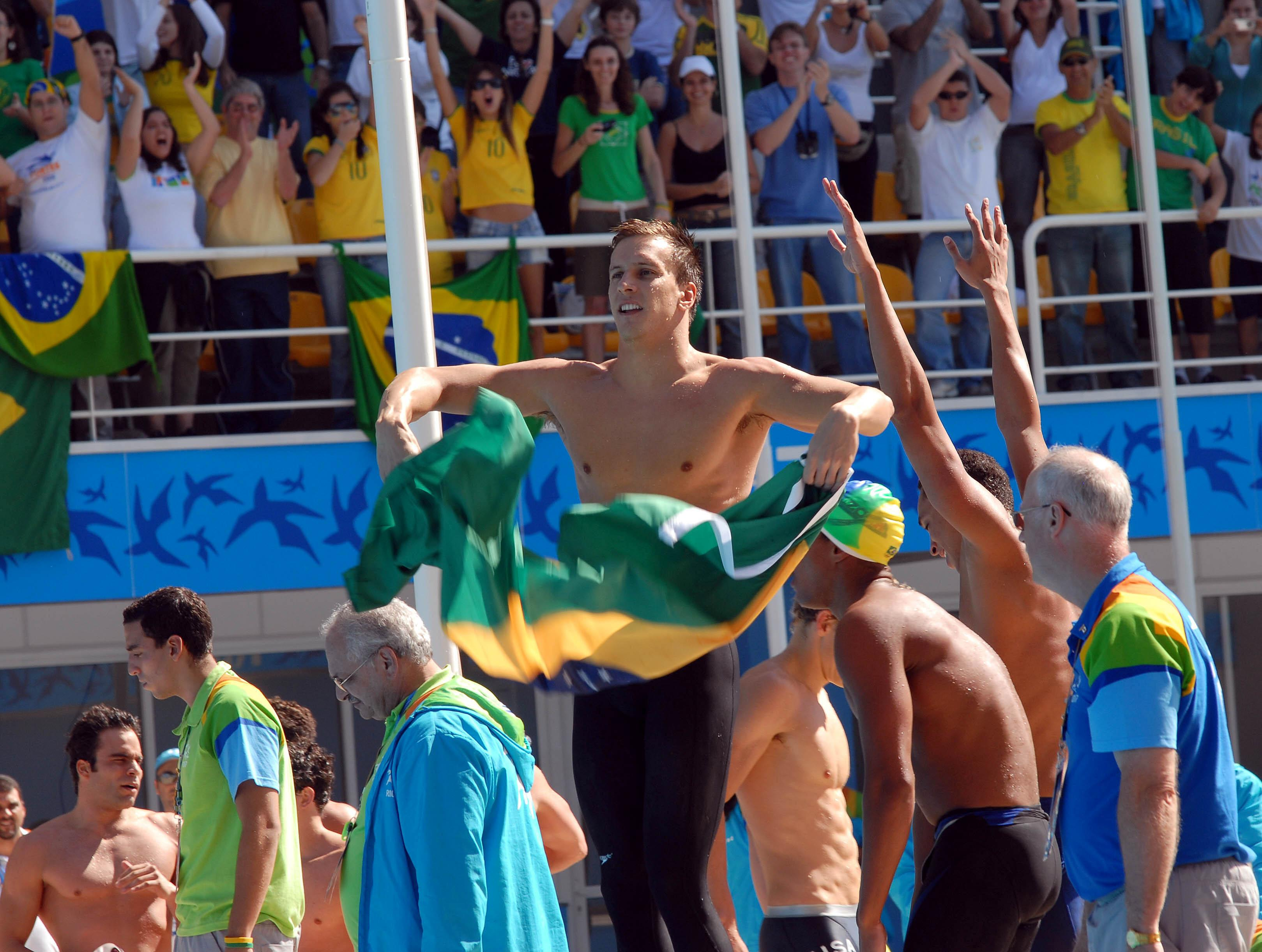
Eduardo Deboni, medalhista de ouro nos Jogos Pan-Americanos de 2007, um dos atletas da equipe de natação do Atlântico.

A natação foi o primeiro esporte a ser trabalhado após o encerramento do departamento de futebol do Atlântico. Com a construção das piscinas finalizada em 1985, filiou-se à Federação Gaúcha de Desportos Aquáticos no ano seguinte. A evolução técnica proporcionou ao clube a oportunidade da cidade sediar o Campeonato Estadual de Verão de 1992, no qual a equipe erechinense ficou com o vice-campeonato. Sob o nome Atlântico/Unimed, representou o Brasil na Copa Itália 1996, em Santiago, capital do Chile. Um dos principais destaques daquela competição foi Vinicius Ghedine, que derrotou o chileno Enzo Marullo, participante dos Jogos Olímpicos de Verão de 1996. Dois dos atletas do Atlântico foram convocados para a Seleção Brasileira de Natação: Fernanda Ramos, que em 2006 foi recordista nos 50 metros costas júnior, e Eduardo Deboni, medalhista de ouro nos Jogos Pan-Americanos de 2007 e reserva do Brasil nos Jogos Olímpicos de Verão de 2008. Deboni recebeu homenagens da Câmara de Vereadores do município de Erechim e do próprio Atlântico. Atualmente, a equipe disputa torneios regionais, com ênfase nas categorias mirim, infantil e juvenil.
Com a conclusão da construção do ginásio Caldeirão do Galo em 1987, o Atlântico inicialmente criou categorias de base de voleibol. A popularização se tornou crescente até o desenvolvimento de duas equipes adultas, masculina e feminina, as quais alcançaram o vice-campeonato no Campeonato Volêi Mania e na Copa Antártica, respectivamente. A única conquista expressiva da agremiação aconteceu no Campeonato Estadual de Mini-Voleibol de 1995, disputado em Bento Gonçalves, com o plantel feminino.
O departamento de tênis do Atlântico teve início em 1991, com a construção das primeiras quadras. Os treinamentos foram iniciados no ano seguinte com foco no "baby tennis", adaptação que atendia crianças entre 6 e 12 anos de idade; a qual gerou conquistas por parte de atletas do clube, como a Copa Mirim de Tênis, realizada em Passo Fundo, e a Hartmann Cup de Tênis, disputada na cidade de Carazinho. Atualmente, o espaço conta com quatro quadras de saibro, nas quais são realizados os torneios municipais. Outro esporte que recebeu atenção nas dependências do clube foi o basquetebol, que chegou a abrir uma escolinha no ano de 1996, mas desativou dois anos depois pela baixa procura dos associados.

## Ginásio
O Ginásio do Clube Esportivo e Recreativo Atlântico é conhecido popularmente como Caldeirão do Galo, com capacidade oficial de aproximadamente 3.000 espectadores sentados, embora este número já tenha sido superado. Considerando apenas os esportes profissionais, o ginásio recebe somente partidas de futsal, também sendo utilizado para atividades amadoras de voleibol e basquete, treinamentos de natação na piscina semi-olímpica e prática de tênis nos arredores do ginásio.
A construção do Caldeirão foi concluída no ano de 1987. O ginásio foi inaugurado com participação das seleções brasileiras de futsal e de voleibol masculino; essa última realizando um jogo amistoso contra a seleção italiana. Nas atividades referentes à inauguração, também estiveram presentes os times de futsal da dupla Gre-Nal, além das agremiações de voleibol do Sadia e da Pirelli.
Entre os principais eventos sediados no Caldeirão do Galo, estão as Taças Brasil de 2013 e 2019, a Copa Libertadores de 2014 e a Copa Intercontinental de 2015, todos com título do Atlântico e grande participação da torcida erechinense. Em competições desse tamanho, costumam ser colocadas arquibancadas móveis para aumentar a capacidade de público.

## Rivalidades

### Clássicos estaduais

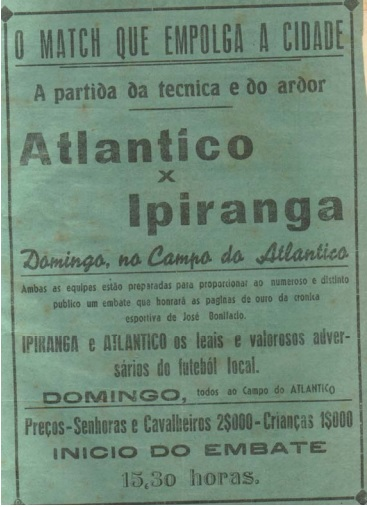
Cartaz anunciando um confronto entre Atlântico e Ypiranga, em 1939.

Mesmo que o Atlântico esteja afastado do futebol há quase meio século, o clássico "Atlanga" continua vivo como uma das maiores rivalidades históricas do esporte gaúcho e o maior confronto da cidade de Erechim. O último confronto entre Atlântico e Ypiranga foi realizado em 25 de novembro de 1976, com vitória do Galo por 3 a 1 no Colosso da Lagoa. Na conquista inédita da Liga Nacional de 2023, o Canário parabenizou a conquista do antigo rival em postagem nas redes sociais.
Nas quadras de futsal, Atlântico e Carlos Barbosa protagonizam o "superclássico" do Rio Grande do Sul. O chamado "Clássico do Futsal Gaúcho" decidiu múltiplos torneios estaduais e se intensificou ainda mais quando ambos passaram a se destacar em âmbito nacional, chegando a semifinais de Liga Nacional, em 2006, e de Taça Brasil, em 2013 — seis anos depois, no mesmo campeonato, o Galo viria a conquistar o título contra o rival. No total, foram 6 finais gaúchas com título da ACBF e outras 3 com vitórias do Atlântico. A maior goleada para o Galo foi pela Liga Nacional de 2024, no Caldeirão, com placar de 7 a 2. Na Série Ouro de 2012, a Laranja Mecânica também fez 7 a 2, no ginásio Sérgio Luiz Guerra, e anotou sua vitória por maior diferença de gols.
Um clássico que também teve seu destaque foi contra a Assoeva, equipe extinta de Venâncio Aires que participou de diversas edições da Liga Nacional e também costumava chegar longe em campeonatos estaduais. Os clubes decidiram duas finais gaúchas: na Série Ouro de 2014, com o bicampeonato do Atlântico, e na Liga Gaúcha de 2017, com o primeiro título de expressão da Assoeva.

### Clássicos nacionais
O adversário de maior importância para o Atlântico em competições nacionais é o Joinville, clube que enfrentou em várias das finais mais emblemáticas de sua história. São duas decisões de Taça Brasil, uma vencida pelo Galo, em 2013, e outra com "vingança" dos catarinenses, em 2017. O duelo de maior relevância foi na Liga Nacional, onde ambos decidiram o campeonato na final única disputada em Toledo, Paraná. Com dois gols faltando menos de 20 segundos para o cronômetro zerar, o Atlântico virou a partida e conquistou a Liga pela primeira vez, após três vice-campeonatos.
Outros clubes de tradição também aparecem em capítulos da trajetória do Galo. Em finais nacionais, Jaraguá, Corinthians, Sorocaba e Pato foram algozes do Atlântico e possuem certa rivalidade pela disputa constante dos mesmos títulos.

## Títulos
| INTERCONTINENTAIS        | INTERCONTINENTAIS               | INTERCONTINENTAIS | INTERCONTINENTAIS |
|                          | Competição                      | Títulos           | Temporadas        |
| ------------------------ | ------------------------------- | ----------------- | ----------------- |
|                          | Copa Intercontinental de Futsal | 1                 | 2015              |
| CONTINENTAIS             |                                 |                   |                   |
|                          | Competição                      | Títulos           | Temporadas        |
|                          | Copa Libertadores de Futsal     | 1                 | 2014              |
| NACIONAIS                |                                 |                   |                   |
|                          | Competição                      | Títulos           | Temporadas        |
|                          | Liga Nacional de Futsal         | 1                 | 2023              |
|                          | Taça Brasil de Futsal           | 2                 | 2013 e 2019       |
| Brasil                   | Copa do Brasil de Futsal        | 1                 | 2024              |
| Brasil                   | Superliga de Futsal             | 1                 | 2013              |
| REGIONAIS                |                                 |                   |                   |
|                          | Competição                      | Títulos           | Temporadas        |
| url=Região Sul do Brasil | Liga Sul de Futsal              | 1                 | 2013              |
| ESTADUAIS                |                                 |                   |                   |
|                          | Competição                      | Títulos           | Temporadas        |
| Rio Grande do Sul        | Campeonato Gaúcho de Futsal     | 3                 | 2011, 2014 e 2016 |
| Rio Grande do Sul        | Liga Gaúcha de Futsal           | 2                 | 2019 e 2021       |
| Rio Grande do Sul        | Copa RS de Futsal               | 2                 | 2023 e 2024       |
| Rio Grande do Sul        | Copa dos Campeões               | 1                 | 2024              |

### Outras conquistas
- Copa Max Internacional de Futsal: 2003
- Copa Sul de Futsal: 2004
- Torneio Brejeiros da Madrugada: 2013 e 2014
- Copa Cataratas de Futsal: 2014

### Campanhas de destaque
- Copa Libertadores de Futsal: terceiro colocado em 2006
- Liga Nacional de Futsal: vice-campeão em 2005, 2018 e 2022
- Taça Brasil de Futsal: vice-campeão em 2017 e 2018
- Supercopa do Brasil de Futsal: vice-campeão em 2018
- Campeonato Gaúcho de Futsal: vice-campeão em 2008, 2012, 2013 e 2024
- Liga Gaúcha de Futsal: vice-campeão em 2017, 2018 e 2022
- Copa Gramado de Futsal: vice-campeão em 2013

### Futebol
- Zonal Norte da Região Serrana: 9 títulos (1942, 1948, 1954, 1958, 1959, 1960, 1961, 1962 e 1974)
- Campeonato Citadino de Erechim: 21 títulos (1937-1940, 1942-1944, 1946-1948, 1954-1957 e 1959-1965)

## Elenco atual
Atualizado pela última vez em 7 de janeiro de 2025.